# Берч-Гілл (Вісконсин)
Берч-Гілл (англ. Birch Hill) — переписна місцевість (CDP) в США, в окрузі Ешленд штату Вісконсин. Населення — 295 осіб (2020).

## Географія
Берч-Гілл розташований за координатами 46°31′15″ пн. ш. 90°33′20″ зх. д. / 46.52083° пн. ш. 90.55556° зх. д. (46.520821, -90.555457).  За даними Бюро перепису населення США в 2010 році переписна місцевість мала площу 1,60 км², уся площа — суходіл.

## Демографія
Згідно з переписом 2010 року, у переписній місцевості мешкали 293 особи в 82 домогосподарствах у складі 73 родин. Густота населення становила 183 особи/км².  Було 91 помешкання (57/км²).
Расовий склад населення:
| - 93,2 % — корінних американців - 3,8 % — білих |

До двох чи більше рас належало 3,1 %. Частка іспаномовних становила 4,1 % від усіх жителів.
За віковим діапазоном населення розподілялося таким чином: 45,4 % — особи молодші 18 років, 51,2 % — особи у віці 18—64 років, 3,4 % — особи у віці 65 років та старші. Медіана віку мешканця становила 22,5 року. На 100 осіб жіночої статі у переписній місцевості припадало 87,8 чоловіків;  на 100 жінок у віці від 18 років та старших — 86,0 чоловіків також старших 18 років.
Середній дохід на одне домашнє господарство  становив 29 335 доларів США (медіана — 18 000), а середній дохід на одну сім'ю — 28 572 долари (медіана — 16 094). Медіана доходів становила 42 639 доларів для чоловіків та 22 727 доларів для жінок. За межею бідності перебувало 59,8 % осіб, у тому числі 75,2 % дітей у віці до 18 років та 0,0 % осіб у віці 65 років та старших.
Цивільне працевлаштоване населення становило 80 осіб. Основні галузі зайнятості: роздрібна торгівля — 30,0 %, мистецтво, розваги та відпочинок — 23,8 %, публічна адміністрація — 13,8 %, фінанси, страхування та нерухомість — 13,8 %.